# Alfredo Garza Ríos
Alfredo Garza Ríos (Linares, Nuevo León; 1 de noviembre de 1883-Allende, Nuevo León; 20 de junio de 1974) fue un ganadero y político mexicano. Desempeñó diversos cargos de la administración pública como: diputado federal, secretario general de gobierno, gobernador interino y presidente municipal de Monterrey.

## Biografía
Fue hijo de Don Anastasio Garza Quiroga y Doña Martha Ríos Doria. Realizó sus estudios en Monterrey tomando cursos de contaduría, taquimecanografía y telegrafía. Durante 35 años se dedicó a la administración de haciendas y a la ganadería. En 1949 decidió entrar al servicio público.
Ocupó diversos puestos de la administración pública:
- En 1949 fue electo como diputado federal por el distrito 4 de Nuevo León
- El mismo año de 1949 pidió licencia para fungir como secretario general de gobierno en la gestión de Ignacio Morones Prieto
- En febrero de 1950 asumió la gubernatura interina del estado de Nuevo León puesto a que gobernador Ignacio Morones Prieto tuvo que acudir a la Ciudad de México para tramitar obras ante el ministerio de bienes nacionales
- En octubre de 1951 renunció al cargo de secretario general de gobierno para poder ser postulado por el Partido Revolucionario Institucional como presidente municipal de Monterrey
- Ganó las elecciones del mismo año y asumió el cargo de presidente municipal el 1 de enero de 1952
- Terminó su gestión el 31 de diciembre de 1954 y se retiró a la vida privada

Murió el 20 de junio de 1974 en aun accidente automovilístico mientras viajaba de Monterrey a Linares. El accidente ocurrió en la carretera nacional a la altura del poblado de Altamira que pertenece al municipio de Allende, Nuevo León. En el accidente perecieron Garza Ríos y su chofer debido a la gravedad de sus lesiones. Sus restos fueron enterrados en el panteón de San Felipe, ubicado en el municipio de Linares, Nuevo León.